# Gauß-Denkmal (Braunschweig)

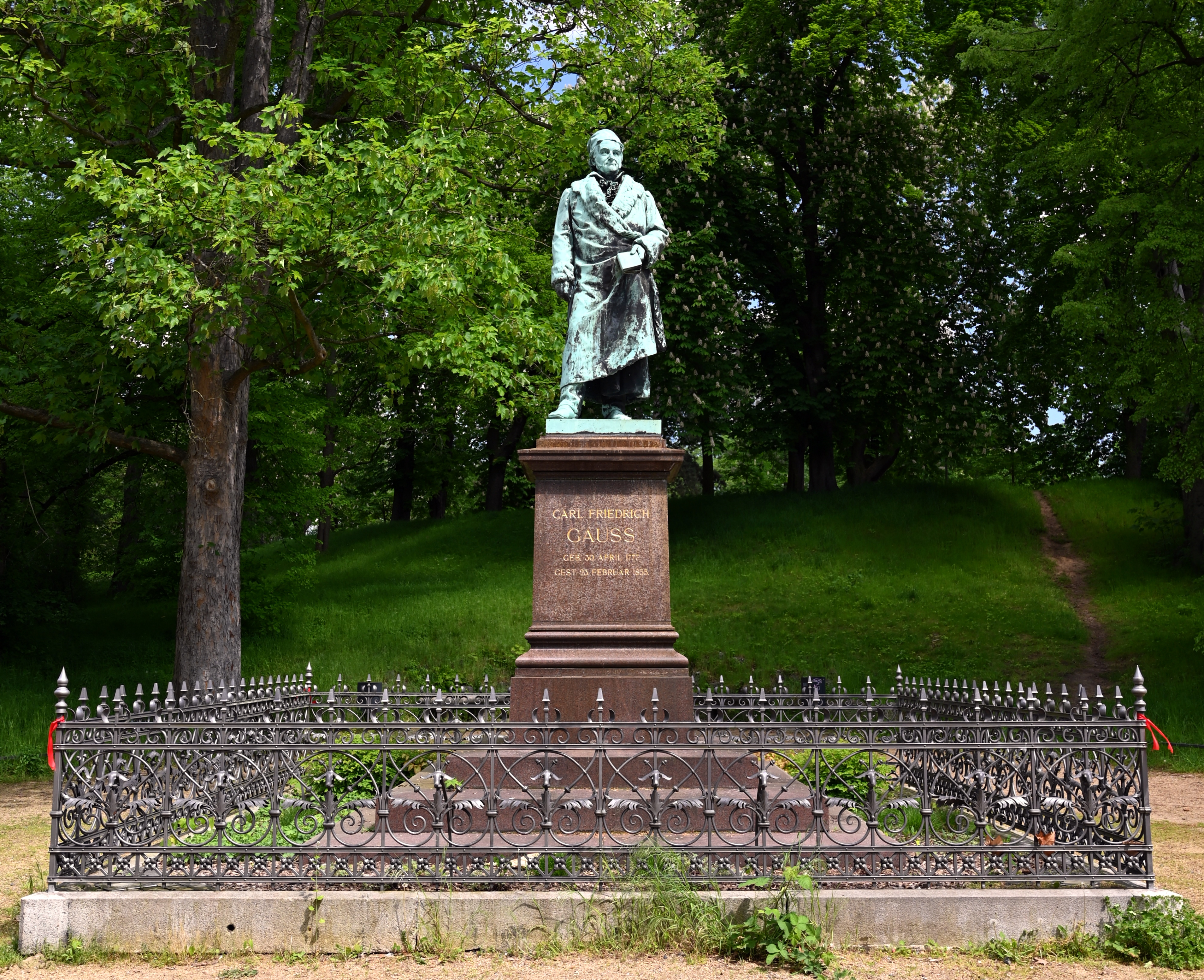
Das Denkmal 2023, im Hintergrund der Gaußberg.

Das Gauß-Denkmal in Braunschweig wurde von dem Bildhauer Fritz Schaper entworfen und steht seit dem 27. Juni 1880, dem Tag seiner Enthüllung, am Südwesthang des Gaußberges, am nördlichen Ende des Inselwalls. Es erinnert an den 1777 in Braunschweig geborenen bedeutenden Mathematiker, Statistiker, Astronomen, Geodäten, Elektrotechniker und Physiker Carl Friedrich Gauß.

## Entstehungsgeschichte
Carl Friedrich Gauß wurde am 30. April 1777 als einziges Kind der Eheleute Gebhard Dietrich Gauß (1744–1808) und Dorothea, geb. Bentze (1743–1839) im Haus Wilhelmstraße 30, unweit des heutigen Gaußberges und Aufstellungsortes seines Denkmals, geboren. Schon früh zeigte sich seine mathematische Begabung. So wurde der „Wunderknabe“ im Alter von 14 Jahren vom Braunschweigischen Herzog Karl Wilhelm Ferdinand von Braunschweig gefördert und studierte zunächst am heimischen Collegium Carolinum, ebenfalls in unmittelbarer Nähe zum Gaußberg. Im Oktober 1795 wechselte Gauß an die Georg-August-Universität Göttingen und blieb schließlich bis zu seinem Tod am 23. Februar 1855 im Alter von 77 Jahren in der Stadt. Bereits zu Lebzeiten wurde Gauß als Princeps mathematicorum (Fürst der Mathematiker) bezeichnet.
Am 30. April 1877, zu Gauß’ 100. Geburtstag wurde beschlossen, zu einer Sammlung aufzurufen, um dem berühmten Sohn der Stadt ein Denkmal setzen zu können. Im selben Jahr wurde der Grundstein dazu zunächst am einige Hundert Meter südlich gelegenen Hohetorwall gelegt. Später wurde beschlossen, das Gaußdenkmal am Anatomieberg (dem heutigen Gaußberg) zu errichten. Gauß hatte den Anatomieberg seinerzeit zur Erprobung des von ihm entwickelten Koordinatenmesssystems genutzt.
Das Denkmal wurde vom Berliner Bildhauer Fritz Schaper entworfen und nach dessen Vorgaben in Braunschweig vom dortigen Erzgießer Hermann Heinrich Howaldt in Bronze gegossen.

## Beschreibung

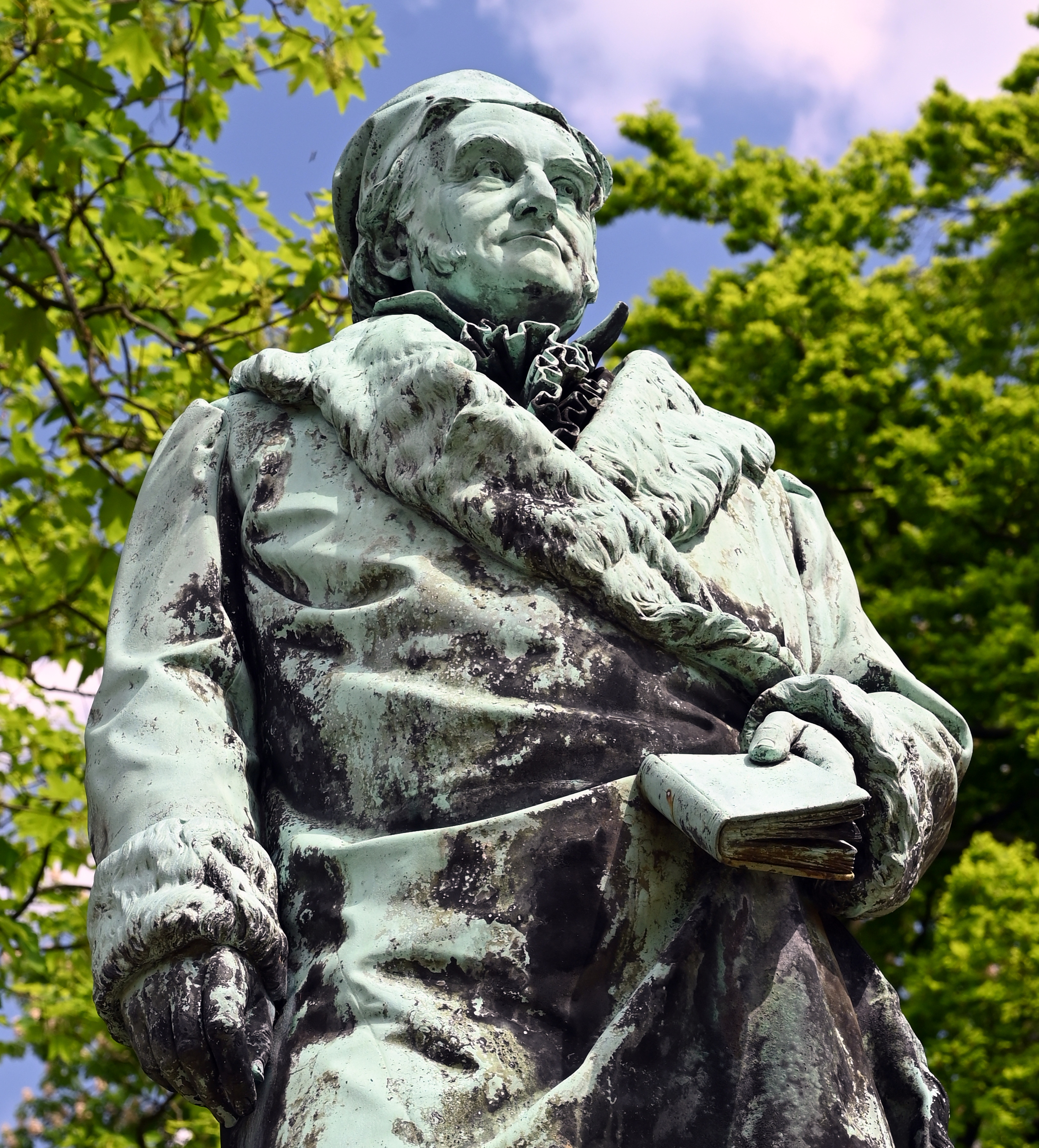
Detailansicht

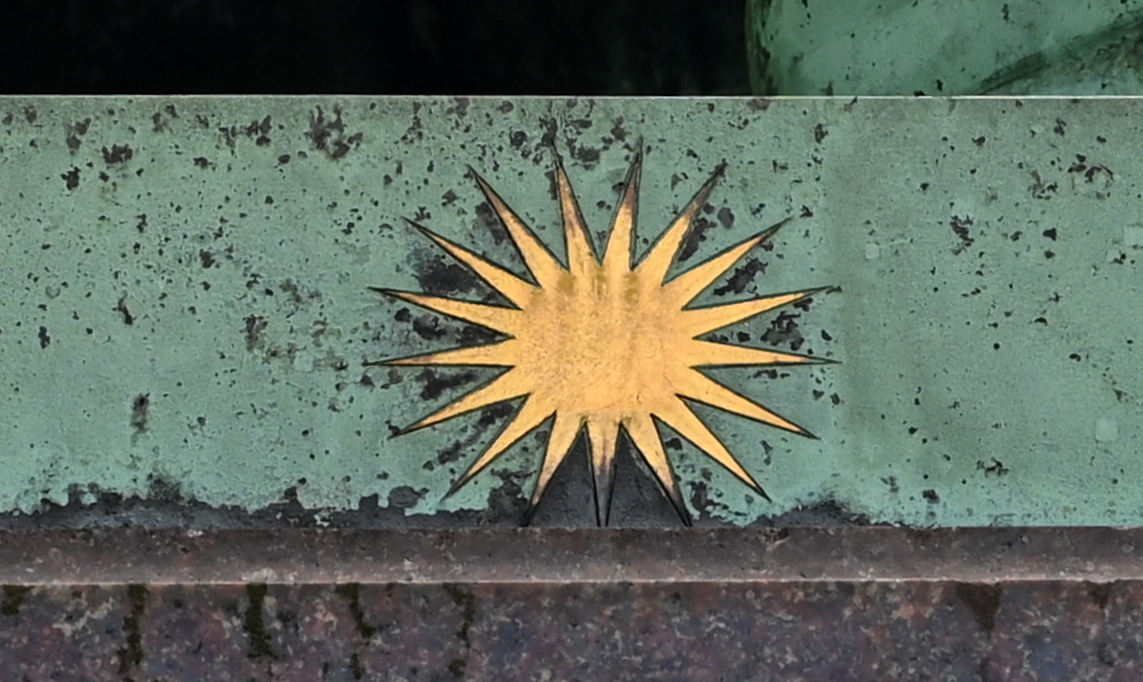
Das erstmals von Gauß konstruierte 17-Eck

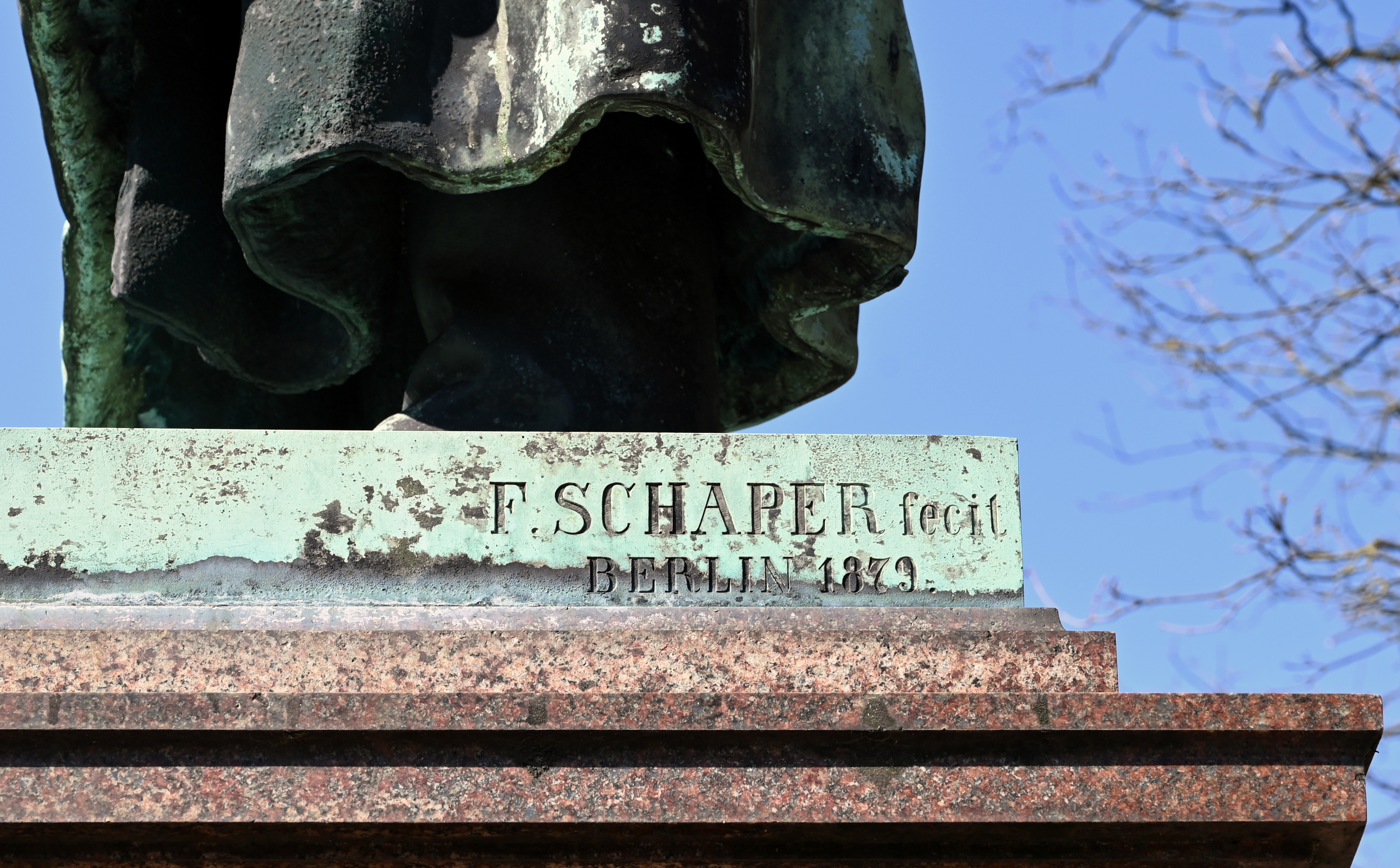
Künstlersignatur: F. SCHAPER fecit Berlin 1879

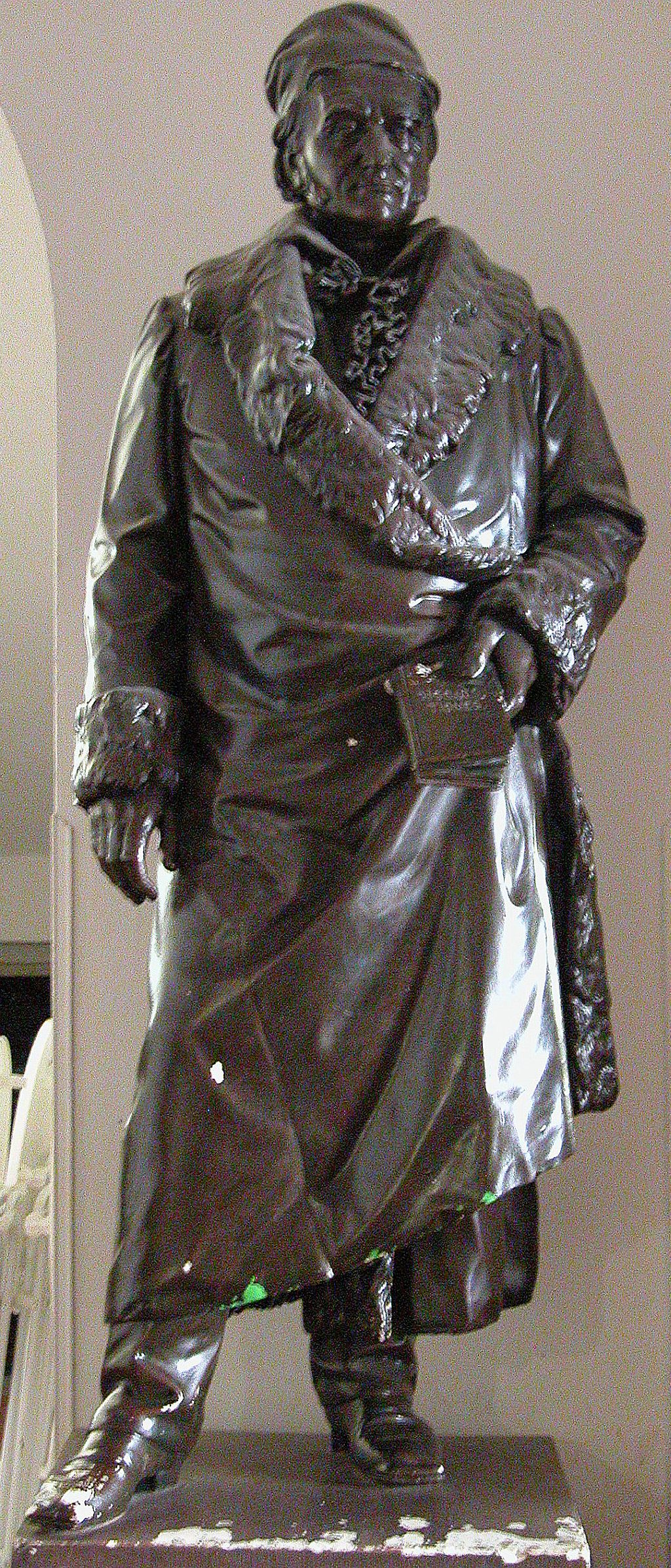
1:1-Kopie aus Gips in der Gaußschule

Das mit 2,50 m überlebensgroße Standbild zeigt Gauß in fortgeschrittenem Alter, aufrecht stehend und geradeaus, in die Ferne blickend. Er trägt ein Rüschenhemd, einen schweren, fast bodenlangen, auf der linken Seite etwas gerafften Hausmantel mit Pelzkragen sowie Stiefel. Auf dem Kopf trägt er eine für ihn typische samtene Kappe. Der rechte Arm hängt herunter, während er in der linken eines seiner wichtigsten Werke hält, die Disquisitiones Arithmeticae, die er 21-jährig 1798 veröffentlichte. Der Zeigefinger der linken Hand steckt im Buch und dient als „Lesezeichen“, so als sinniere er gerade über das Gelesene. Das Denkmal zeigt den Dargestellten auf dem Höhepunkt seines wissenschaftlichen Schaffens.
Die Statue steht auf einem hohen Podest aus poliertem, roten Granit. Auf der Frontseite sind Name und Lebensdaten angegeben, auf der Rückseite steht in Majuskeln die Inschrift:
Auf dem Sockel des Denkmals befindet sich auf der Ostseite die zum Teil in Latein verfasste Signatur F. SCHAPER fecit, Berlin 1879 (erschaffen von F. Schaper). Auf der Westseite des Sockels ist ein goldenes, regelmäßiges Siebzehneck angebracht. Es erinnert daran, dass Gauß 1796 der erste Mathematiker war, dem es gelang, den Beweis zu erbringen, dass ein solches Vieleck tatsächlich allein unter Zuhilfenahme von Zirkel und Lineal konstruiert werden könne.
Umgeben ist das Denkmal von einem schmalen, quadratischen Grünstreifen, der wiederum von einem von Stadtbaurat Ludwig Winter entworfenen schmiedeeisernen Zaun umschlossen wird.
Zur Zeit seiner Errichtung 1880, war die damalige Wallpromenade, der heutige Inselwall noch durch eine massive Holzbrücke verbunden, die heute jedoch nicht mehr erhalten ist. In Erinnerung an die ursprünglich in der Nähe, aber 1880 bereits abgerissene Bammelsburg, trug die Holzbrücke den Namen Bammelsburger Brücke.